# Frindsbury
Frindsbury är en ort i kommunen Medway, i grevskapet Kent, i England. Frindsbury var en civil parish fram till 1894 när blev den en del av Frindsbury Intra och Frindsbury Extra. Civil parish hade 5 060 invånare år 1891. Byn nämndes i Domedagsboken (Domesday Book) år 1086, och kallades då Frandesberie.